# Chatteris
Chatteris är en stad och civil parish i Fenland i Cambridgeshire i England. Orten har 10 453 invånare (2011). Byn nämndes i Domedagsboken (Domesday Book) år 1086, och kallades då Cetriz.